# Gigantodax chilensis
Gigantodax chilensis är en tvåvingeart som först beskrevs av Philippi 1865.  Gigantodax chilensis ingår i släktet Gigantodax och familjen knott. Inga underarter finns listade i Catalogue of Life.